# Жайнаков, Аманбек Жайнакович
Аманбек Жайнаков (7 октября 1941 года, село Кырк-Азык Таласского района Киргизской ССР — 8 марта 2022) — советский учёный в области теплофизики. В 1963 г. окончил с отличием физико-математический факультет Кыргызского государственного университета, в 1969 г. аспирантуру. С 1963 по 1976 гг. он прошёл путь преподавателя, аспиранта, старшего преподавателя, доцента, заведующего кафедрой теоретической физики КГУ. В 1970 г. Аманбек Жайнакович защитил кандидатскую, в 1984 г. — докторскую диссертации.
Академик Аманбек Жайнаков является один из основоположников нового научного направления в Кыргызстане — исследований в области теплофизики и теории тепло- и массообмена высокотемпературных процессов на основе численного моделирования и вычислительного эксперимента. Под его руководством впервые была построена модель расчёта плазматрона на основе системы МГД- уравнений в приближении пограничного слоя с учётом собственного магнитного поля электрической дуги, разработаны теоретические модели анализа протяжённых и коротких электрических дуг в канале и со свободной границей, основанные на численном решении полной системы магнитогазодинамических уравнений. Результаты этих исследований с успехом применяются в сварочных технологиях.
На протяжении 55 лет он занимается научно-исследовательской, педагогической деятельностью в вузах страны. Все эти годы неустанно направлял свои усилия на продвижение реформы образования и добился значительных результатов проявил себя как крупный организатор науки и образования, творчески работающий руководитель.
В 1976 году под руководством А. Жайнакова был создан Республиканский межвузовский вычислительный центр, впоследствии -Институт информатики и информационных технологий, который стал основой компьютеризации всей системы образования и науки Кыргызстана. До 2003 г. он был первым и бессменным директором этого института.
Впервые на базе института в республике была проведена огромная работа по компьютеризации и техническому оснащению общеобразовательных школ и высших учебных заведений республики. Институт внёс огромный вклад в методическое и программно-методическое обеспечение компьютерных классов общеобразовательных школ страны и вузов. Можно сказать, что Институт информатики и информационных технологий Министерства образования и науки, созданный на базе Республиканского Межвузовского вычислительного центра, был первопроходцем в деле компьютеризации системы образования страны и приобщения молодёжи к информатике, компьютерным технологиям.
В январе 2003 года А. Жайнаков назначен президентом вновь созданной Кыргызской академии образования Министерства народного образования и науки КР.
В феврале 2003 г. А. Ж. Жайнаков был избран вице-президентом НАН КР, председателем Бюро Отделения физико-технических, математических и горно-геологических наук.
С 2010 г. по 2015 г. был советником Президиума НАН КР по отделению физико-математических, технических и горно-геологических наук.
В настоящее время А. Ж. Жайнаков является заведующим лабораторией теоретической физики Института физики Национальной академии наук КР. Академик Жайнаков А. активно сочетает научно-организационную деятельность с педагогической, занимаясь преподавательской работой в вузах страны. С 1996 года заведует кафедрой «Информационных технологий и математического моделирования им. А. Жайнакова» Кыргызского Государственного университета геологии, горного дела и освоения природных ресурсов им. академика У. Асаналиева.
Как талантливый педагог и учёный, все эти годы академик А. Жайнаков ведёт большую научно-организационную работу, активно занимается подготовкой кадров высшей квалификации. Он подготовил 6 докторов 15 кандидатов физико- математических наук.
А. Жайнаков автор более 350 научных работ, в том числе 11 монографий, 10 учебников и учебных пособий. Многие из его работ опубликованы как в России, так и в странах дальнего и ближнего зарубежья (Германия, Италия, Япония, Югославия, Англия, Южная Корея, Сербия, Черногория, Казахстан, Узбекистан и др.).
В своей научной и научно-организационной деятельности академик Жайнаков Аманбек поддерживает тесные связи с учёными России, Украины, Сербии, Казахстана, Узбекистана, Азербайджана и достойно представляет интересы научной мысли Кыргызстана в качестве члена программного комитета многих авторитетнейших международных форумах, конференциях в Индии, Франции, Югославии, Италии, Германии, Сербии, Черногории, Южной Корее, Саудовской Аравии.
Академик Жайнаков А. успешно сочетает научную и научно-организационную деятельность с общественной. За огромный вклад в международное сотрудничество и развития научных связей, за активную работу в решении интеграционных проблем науки и образования он был избран: президентом физического общества Кыргызстана; членом редколлегии Кыргызской Национальной энциклопедии; членом Президиума Центрального комитета профсоюза работников образования и науки КР; Указом Президента Кыргызской Республики он утверждён членом Комитета по Государственным премиям Кыргызской Республики в области науки и техники; Членом правления Всемирного математического общества тюркоязычных стран; Председателем диссертационного совета института физико-технических проблем и материаловедения НАН КР; членом Общественного наблюдательного совета при Министерстве образования и науки республики; членом Всемирного инновационного фонда; председателем и научным консультантом Редакционного совета Кыргызской энциклопедии по физике и астрономии; членом редакционных коллегий журнала «Вычислительные технологии» Института вычислительных технологий Сибирского отделения РАН; членом редакционных коллегий журнала «Вестник» Казахского Национального университета им. Аль-Фараби; членом редакционно-издательского совета журнала «Известия НАН КР»; членом редакционных коллегий журнала «Наука и новые технологии» Государственного агентства по интеллектуальной собственности КР; членом редакционных коллегий журнала «Известия» КГТУ им. И. Раззакова.
За заслуги в развитии отечественной науки и подготовке высококвалифицированных кадров, за научно-педагогическую деятельность академику А. Жайнакову присвоены:
- Отличник народного образования Кыргызской ССР (1977 г.);
- Отличник в области высшего образования СССР (1980 г.);
- Медаль «За трудовую доблесть» (1986 г.);
- Лауреат Государственной премии Кыргызской Республики в области науки и техники (1992 г.);
- Почётная грамота Кыргызской Республики (1995 г.);
- Памятная медаль «1000 лет эпосу Манас» (1995 г.);
- Заслуженный деятель науки Кыргызской Республики (2000 г.);
- Георгиевская медаль «Честь, Слава, Труд» II степени Международной Академии Рейтинга «Золотая Фортуна» (2003 г.);
- «Айкол Манас — Человек года» признан победителем в номинации «Деятель науки 2004 года в Кыргызстане»;
- Орден «Манас» III степени (2006 г.);
- Народный учитель Кыргызской Республики (2011 г.);
- Почётная грамота Жогорку Кенеша Кыргызской Республики (2011 г.);
- Почётная грамота Бишкекского Городского Кенеша Кыргызской Республики (2012 г.);
- Лауреат Академической премии имени И. К. Ахунбаева (2013 г.);
- Юбилейной медалью «80 лет Казахскому национальному университету имени Аль-Фараби» за укрепление связи между вузами Казахстана и Кыргызстана.

## Почётные звания
- Имя Аманбека Жайнаковича вошло в Международный биографический справочник «Выдающиеся личности XX века» Изданный Кембриджским биографическим центром (Великобритания);
- Академик НАН КР;
- Академик Международной Академии информатизации;
- Почётный академик Национальной инженерной академии Республики Казахстан;
- Почётный академик инженерной академии Кыргызской Республики;
- Почётный профессор Восточно -Казахстанского государственного технического университета им. акад. Д. Серикбаева;
- Почётный профессор Кыргызского Национального университета им. Ж. Баласагына;
- Почётный доктор Кыргызско -Российского Славянского университета им. Б.Ельцина;
- Почётный профессор Иссык-Кульского и Джалал-Абадского Баткенского университетов;
- Почётный профессор Кыргызского горно-металлургического института им.акад. У.Асаналиева;
- Почётный профессор Таласского Государственного университета;
- Почётный гражданин Таласской области Кыргызской Республики.
- Почётный гражданин г. Таласа.
- Почётный гражданин г. Бишкек.
- Почётная грамота Кыргызский Республики Жогорку Кенеша
- Почётная грамота Аттестационой комиссии
- Почётный гражданин Таласского района.

Умер 8 марта 2022 года